# Kap-Breton-Insel
Die Kap-Breton-Insel (englisch Cape Breton Island, französisch île du Cap-Breton, kanadisch-gälisch: Eilean Cheap Breatuinn, in der Sprache der Mi’kmaq: U’namakika) ist eine Insel im Nordatlantik. Sie liegt auf dem nordamerikanischen Schelf und gehört zur kanadischen Provinz Nova Scotia. Die Kap-Breton-Insel ist durch die an der engsten Stelle nur rund 770 Meter breite Straße von Canso vom kanadischen Festland getrennt, aber mit ihm durch einen 1955 aufgeschütteten Verkehrsdamm verbunden.

## Geographie
Südwestlich der Kap-Breton-Insel – jenseits der engen Straße von Canso – liegt die Nova-Scotia-Halbinsel des kanadischen Festlands. Nordöstlich befindet sich die Cabotstraße, der größte Übergang des Sankt-Lorenz-Golfs zum offenen Nordatlantik. Die Westküste der Insel bildet gleichzeitig die Ostgrenze der Northumberlandstraße. Die Insel ist 10.311 km² groß und besteht aus einer felsigen Küste, hügeligem Grasland, Gletschertälern sowie Bergen und Hochebenen. Die Landschaft der Kap-Breton-Insel wird durch das Bras d'Or-Seensystem und die Cape Breton Highlands dominiert, letztere geologisch ein Ausläufer der Appalachen. Hinzu kommen der Lake Ainslie, das Margaree River-Flusssystem sowie der Mira River und zahlreiche kleine Flüsse und Bäche.

## Geschichte

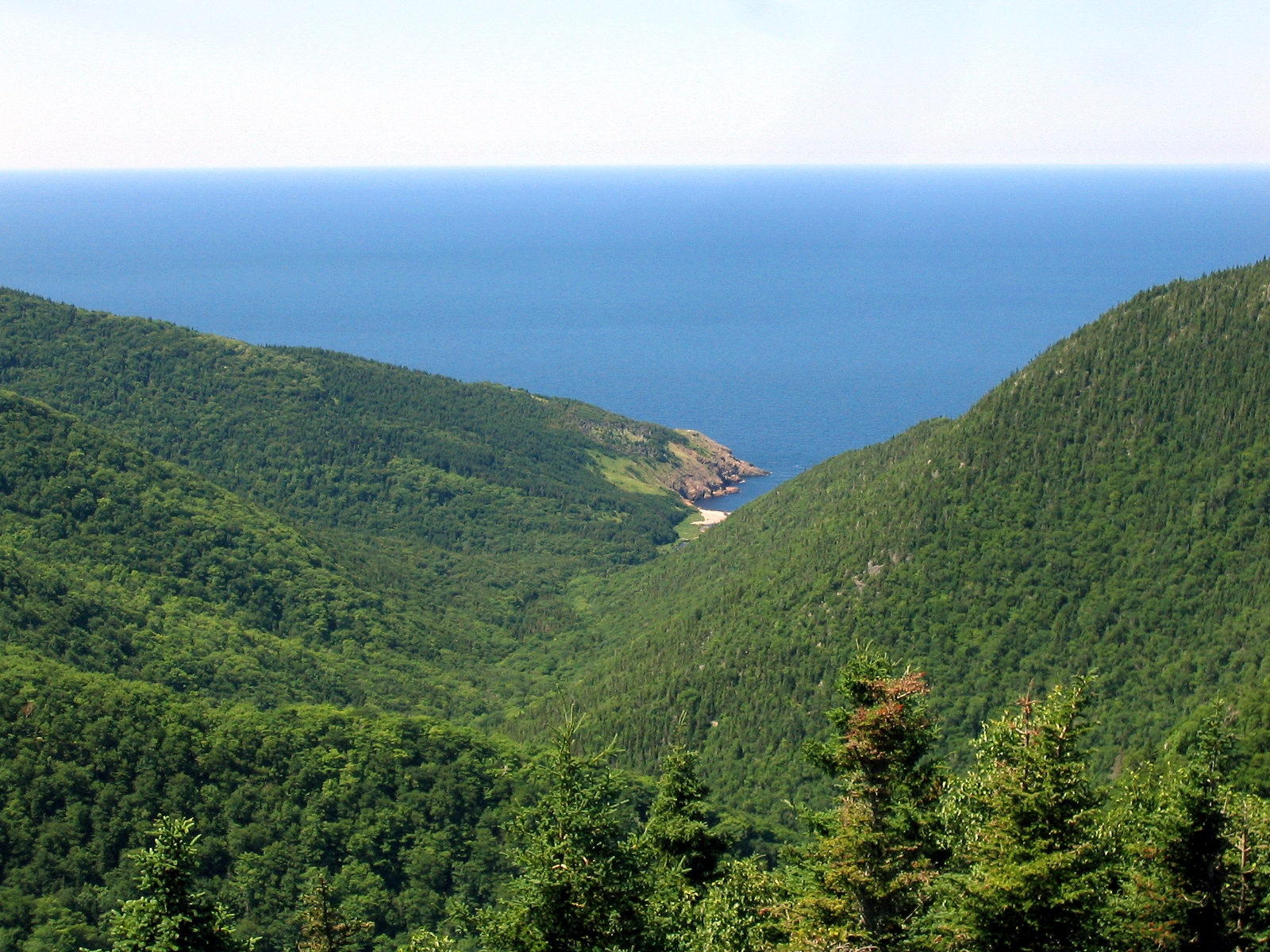
Bewaldete Hänge an der Westküste

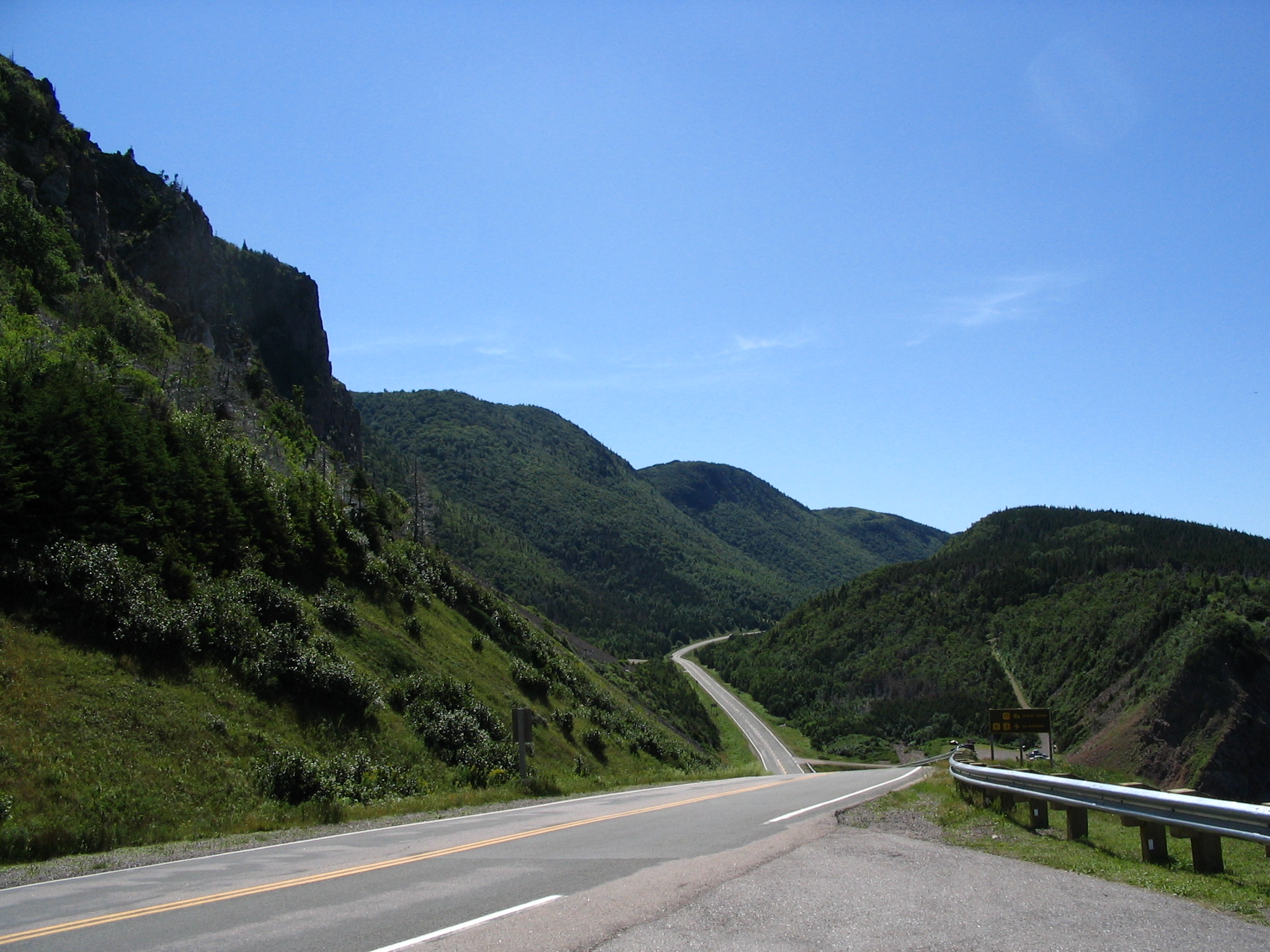
Der Cabot Trail

Archäologische Ausgrabungen haben in Ingonish eine tausende von Jahren zurückreichende menschliche Präsenz zutage gefördert, die bis zu den Paläo-Indianern (ca. 12.500 bis 7.000 v. u. Z.) und den maritimen archaischen Völkern (ca. 10.000 bis 2.500 v. u. Z.) zurückreicht.
Verschiedene Quellen lassen die ersten europäischen Kontakte für die 1520er Jahre vermuten. Unter französischer Kolonialherrschaft hieß die ursprünglich von den Indianern des Mi’kmaq-Stammes bewohnte Kap-Breton-Insel Île Royale. Die Besiedlung durch französische Kolonisten begann im 17. Jahrhundert. Hauptstadt war die 1758 von den britischen Truppen unter Jeffrey Amherst und James Wolfe eroberte und in den Folgejahren demontierte Festungsstadt Louisbourg, deren Rekonstruktion heute eine Hauptsehenswürdigkeit der Insel ist. Nach der Eroberung kamen zahlreiche britische, vor allem schottische Siedler auf die Kap-Breton-Insel. Hierzu gehören vor allem etwa 50.000 Hochlandschotten, die aufgrund der sogenannten Highland Clearances aus ihrer Heimat vertrieben oder deportiert wurden. Ihre Nachfahren prägen die Insel und ihre Kultur bis heute. Ihre keltische Sprache war über viele Jahrzehnte die wichtigste Umgangssprache auf der Insel, ist heute aber bis auf wenige Überreste beinahe vollständig erloschen. Ein Community College nahe der Stadt Ingonish am Cabot Trail jedoch lehrt diese Sprache bis heute. Weitere Einwanderer stammten aus den USA (von dort vertriebene Loyalisten), Irland, Italien und Osteuropa. Siedlungsschwerpunkt war der wirtschaftlich am stärksten entwickelte Ostteil der Insel um Sydney. Heute ist Englisch die am häufigsten gesprochene Sprache, doch leben auch Französisch, Gälisch und die Sprache der Mi’kmaq weiter.

## Verkehr
Seit 1955 ist die Kap-Breton-Insel durch den Canso Causeway, einen Damm, mit dem Festland verbunden. Der Haupthafen ist traditionell Sydney an der Ostküste. Die großen Fähren von Neufundland laufen North Sydney an, weitere Häfen liegen in Point Edward und Port Hawkesbury. Per Eisenbahn kann die Insel über den Canso Causeway erreicht werden, die wichtigsten Straßen sind der Trans-Canada Highway und der Cabot Trail. Wirtschaftlich lebte die Insel lange Zeit vom Kohlebergbau und der Stahlherstellung, beide Industrien sind jedoch abgängig. Zunehmendes Gewicht bekamen in den vergangenen Jahrzehnten dafür der Tourismus und die Musikindustrie.

## Kultur
- Dem aus Edinburgh (Schottland) stammenden Erfinder des Telefons Alexander Graham Bell wurde in der Stadt Baddeck ein Museum errichtet, das sehr genaue Einblicke in sein persönliches Leben und seine zahlreichen Erfindungen gibt. Bell hat einen Großteil seines Lebens in Baddeck verbracht und viele seiner Erfindungen sind hier entstanden. Es zählt zu den meistbesuchten Museen auf der Insel.
- Auf Cape Breton entwickelte sich durch die verschiedenen Einflüsse ein eigenständiger Musikstil → Traditionelle Musik auf Cape Breton.

## Kolonie deutscher Rechtsradikaler auf Cape Breton
Laut einem Bericht des Magazins Der Spiegel haben sich hunderte deutsche Rechtsradikale auf der abgeschiedenen und naturbelassenen kanadischen Insel angesiedelt. Die ehemalige Tagesschau-Sprecherin Eva Herman und ihr Lebenspartner, der Rechtsradikale Andreas Popp, bauen dort eine Kolonie von Gleichgesinnten auf. Belege dazu sind Kaufverträge, Wertgutachten, Gerichtsakten, E-Mails der kanadischen Polizei aus Nova Scotia sowie Protokolle von Betroffenen. Aus den Unterlagen geht laut Spiegel hervor, dass viele Grundstücke zu überhöhten Preisen verkauft wurden. „Popp veranstalte auf der Insel Seminare, in denen er gemeinsam mit Herman den Zusammenbruch der europäischen Wirtschafts- und Sozialsysteme prophezeie und eine Investition der Ersparnisse im angeblich krisensicheren Kanada nahelege“, eine Art „transatlantische Kaffeefahrt“, schrieb das Magazin weiter. Damit verdienten sie gutes Geld. Zudem würden potenzielle Grundstückskäufer aus Deutschland mit rechtsradikaler Propaganda indoktriniert. Frank Eckhardt verschicke entsprechende Texte. Das Bundeskriminalamt sei bereits Ende letzten Jahres von Interpol Ottawa über Eckardts Aktivitäten informiert worden.
Dem Bericht zufolge treten auf den Verkaufsseminaren Referenten wie etwa der Publizist, Dokumentarfilmer und politische Aktivist Michael Vogt auf. Er plädierte in Schriften für eine „revolutionäre Neuordnung“ und die „Abschaffung des Parteienstaates“.
Nach Erscheinen des Spiegel-Artikels dementierten Herman und Popp den Sachverhalt und erklärten, mit Frank Eckhardt nichts zu tun zu haben, dass Popp „seit 15 Jahren keinen Kontakt“ zu ihm habe und Herman „diesen Mann überhaupt nicht kenne“. „Sie hätten außerdem niemanden aufgefordert, Grundstücke zu kaufen, sondern nur Seminare veranstaltet. Gegen den Bericht wolle man juristisch vorgehen.“
Bewohner der Provinz distanzieren sich „von diesen Leuten“. Der „Spiegel“-Bericht hat viele Kanadier in Nova Scotia in Alarmstimmung versetzt, wie die kanadische Zeitung Halifax Examiner schreibt. Vor allem die Deutsch-Kanadische Community sei entsetzt. „Falls wir vorher nichts von diesen Leuten wussten, wissen wir es jetzt. Und um es klar zu sagen: Sie sollen sich verpissen“, schreibt eine Leserin unter den Artikel. „Der Premierminister reagierte mit einem Statement: ‚In Nova Scotia feiern wir Vielfalt... Rassismus und Hass haben keinen Platz hier.‘“